# طرخشقون شينيواني
طرخشقون شينيواني (باللاتينية: Taraxacum xinyuanicum ) هو نوع نباتي يتبع جنس الطرخشقون من القبيلة الشيكورية.